# Thomisus beautifularis
Thomisus beautifularis là một loài nhện trong họ Thomisidae.
Loài này thuộc chi Thomisus. Thomisus beautifularis được miêu tả năm 1965 bởi Basu.